# Les Spann
Les Spann, Leslie L. Spann jr., (* 23. Mai 1932 in Pine Bluff, Arkansas, USA; † 24. Januar 1989) war ein US-amerikanischer Jazzmusiker (Gitarre, Flöte).

## Leben und Werk
Les Spann studierte von 1950 bis 1957 Musikpädagogik und Flöte an der Tennessee State University in Nashville. 1957 ging er nach New York und spielte bei Phineas Newborn, wo er den Platz dessen Bruders Calvin übernahm, mit dem er befreundet war. 1958/59 arbeitete er bei Dizzy Gillespie und 1959/60 in der Quincy Jones Big Band, mit der er auch in Deutschland auftrat.  Mit beiden Formationen kam er in den 1960er-Jahren nach Deutschland. Ferner spielte er in dieser Zeit mit Red Garland, trat 1962 bei Charles Mingus’ Town Hall-Konzert auf und wirkte bei Aufnahmen von Duke Pearson 1965, Sonny Stitt und Eddie Lockjaw Davis 1966 mit. Es gibt eine LP unter seinem Namen für das Label Jazzland; die Atlantic-Records-Aufnahmen aus dem Jahre 1965 blieben hingegen unveröffentlicht. Zusammen mit Ben Webster, Duke Ellington, mit Johnny Hodges (1967) und mit Benny Bailey spielte er einige Aufnahmen ein, bei denen er auch solistisch zu hören ist. Ansonsten war er ein typischer Session-Musiker, der den rhythmischen Background für Klein- und Großformationen lieferte.

## Diskografie (Auswahl)
- Les Spann: Gemini (Jazzland JLP 35, 1960)
- Nat Adderley: That’s Right (Riverside RLP 12-330 – auch als CD erschienen)
- Benny Bailey: Big Brass (Candid 9011 – auch als CD erschienen)
- Eddie Lockjaw Davis: Lock, The Fox (RCA LPM 3652 – auch als CD erschienen)
- Duke Ellington, Johnny Hodges: Side by Side (Verve MG V 8317 – als CD und als Speakers Corner LP erschienen)
- Curtis Fuller: The Magnificent Trombone (EPIC LA 16013)
- Dizzy Gillespie: Have Trumpet, will Excite (Verve MG V-8313)